# Kaempferia laotica
Kaempferia laotica är en enhjärtbladig växtart som beskrevs av François Gagnepain. Kaempferia laotica ingår i släktet Kaempferia och familjen Zingiberaceae. Inga underarter finns listade i Catalogue of Life.